# Anders Sparrman

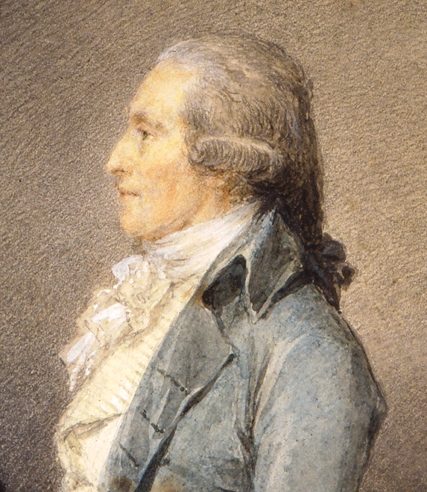
Anders Sparrman

Anders Sparrman (* 27. Februar 1748 in Tensta, Schweden; † 9. August 1820 in Stockholm) war ein schwedischer Arzt, Botaniker und Ornithologe. Sein offizielles botanisches Autorenkürzel lautet „Sparrm.“.

## Leben
Anders Sparrman war ein Sohn des Pfarrers Eric Sparrman und dessen Frau Brita Högbom. Mit etwa 10 Jahren ging er nach Uppsala, schrieb sich an der Universität Uppsala ein und wurde dort ein Schüler Linnés. Mit 14 Jahren begann er sein Medizinstudium. Während seines Studiums lernte er Carl Peter Thunberg kennen, mit dem ihn später eine enge Freundschaft verband.

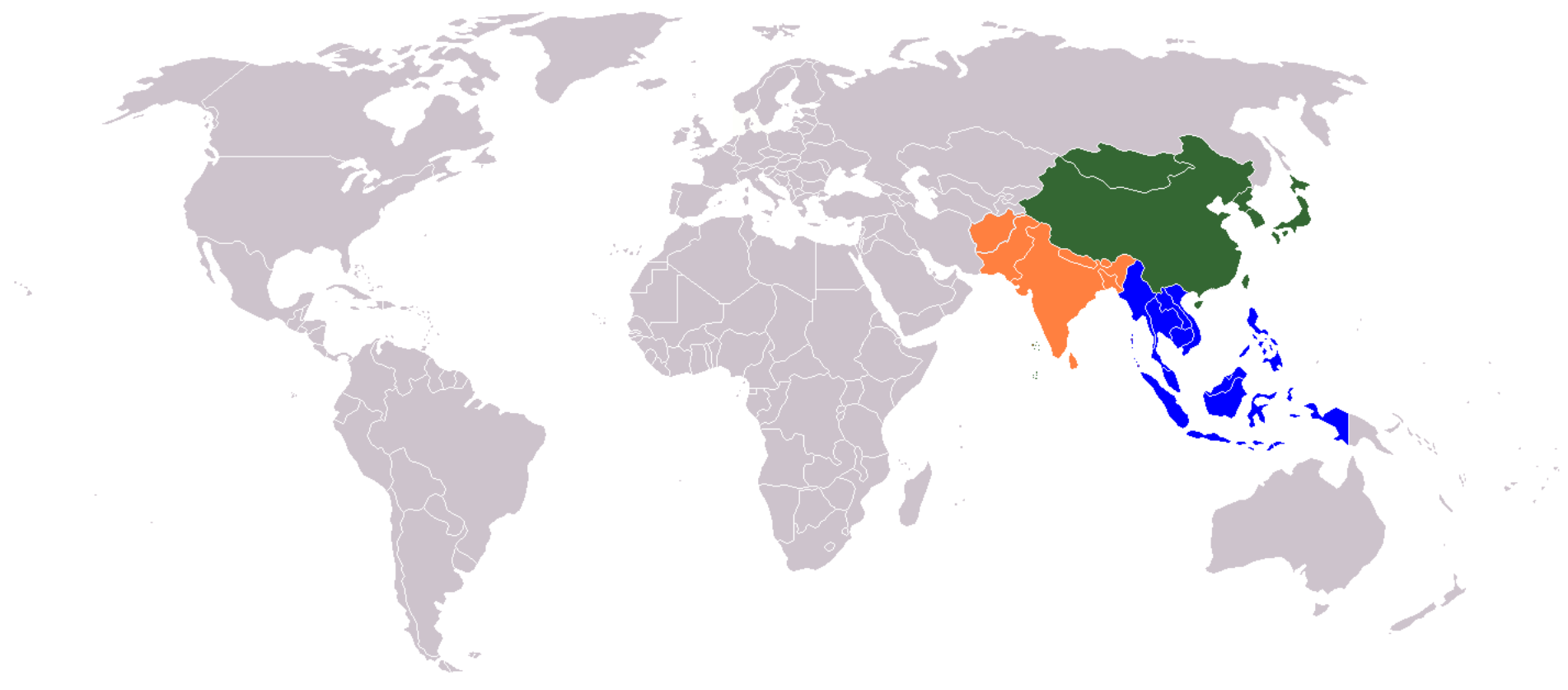
Das Gebiet von „Ostindien“.

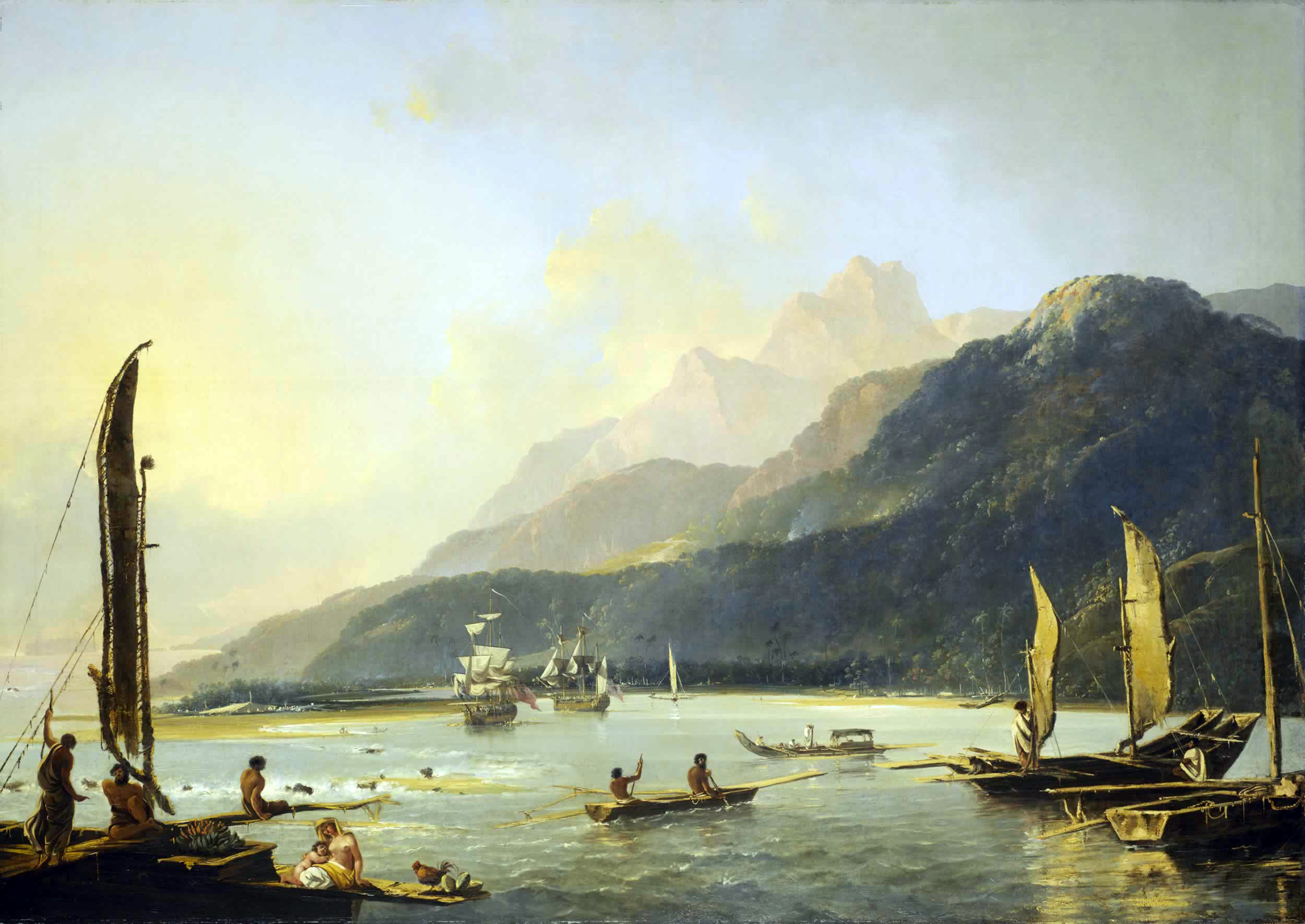
Die Schiffe Resolution und Adventure in der Matavai-Bucht von Tahiti, auf ihrer zweiten Reise.

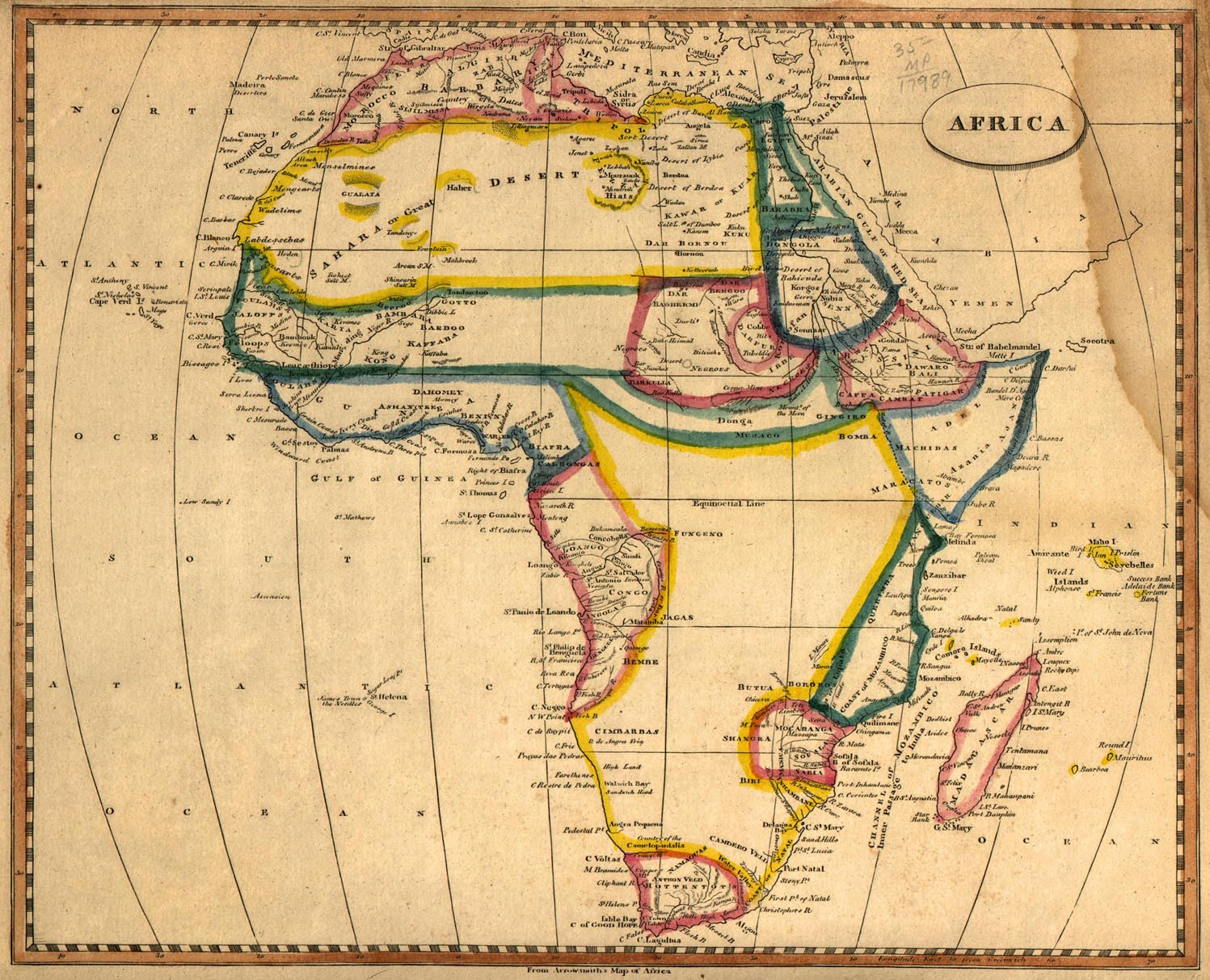
Afrikakarte von 1812.

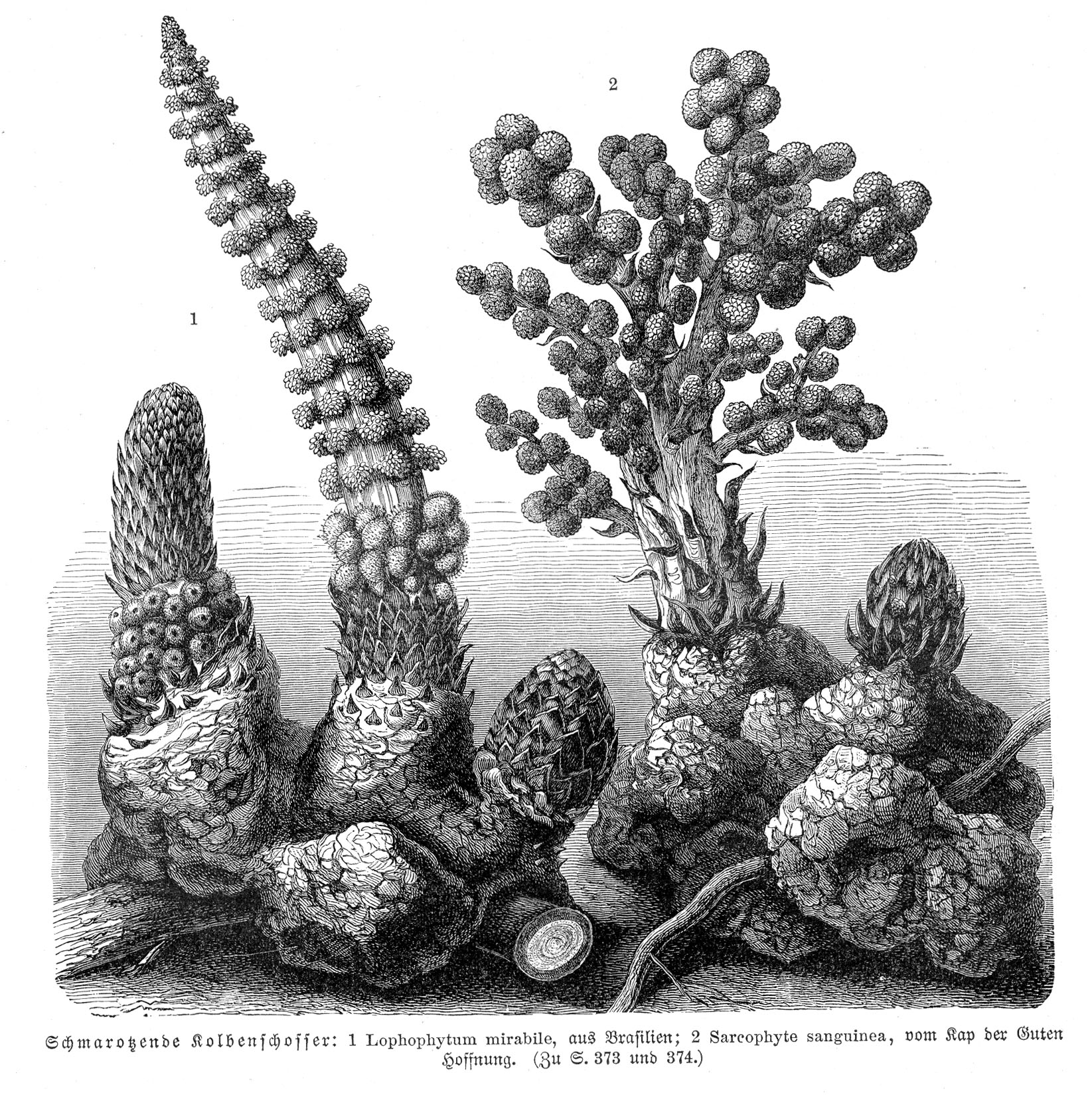
Die Art Sarcophyte sanguinea (rechts) wurde 1776 erstmals von Anders Sparrman beschrieben.

1765 wurde er unter dem Kommando von Kapitän Carl Gustav Ekeberg (1716–1784) Schiffsarzt an Bord der Stockholms Slott und bereiste bis 1767 die Ostindischen Inseln und China. Am 30. November 1768 wurde unter dem Titel Iter in Chinam seine Dissertation veröffentlicht, mit der er sein Medizinstudium abschloss.
Um die Natur im Süden von Afrika zu studieren, segelte er im Januar 1772 von Göteborg nach Kapstadt, wo er im April eintraf. Im November 1772 ging er als Assistent von Johann Reinhold Forster an Bord der Resolution und nahm bis März 1775 an der zweiten Reise von James Cook teil. Während der Reise übersetzte er das 1752 erschienene Werk De Morbis infantum von Nils Rosén von Rosenstein ins Englische.
Im Juli 1776 kehrte er nach Schweden zurück, wo ihm bereits 1773 in Abwesenheit sein Doktortitel (Dr. med.) verliehen worden war. Im selben Jahr wurde er zum Mitglied der Königlich Schwedischen Akademie der Wissenschaften gewählt. 1780 wurde er Intendant der Naturhistorischen Sammlung der Akademie und 1781 Professor für Naturgeschichte und Arzneikunde. Seit 1808 war er auswärtiges Mitglied der Bayerischen Akademie der Wissenschaften.
Seine Reisen schilderte er 1783 in seinem Werk Resa till Goda Hopps-Udden. Bereits 1784 erschien unter dem Titel Reise nach dem Vorgebirge der guten Hoffnung, den südlichen Polarländern und um die Welt, hauptsächlich aber den Ländern der Hottentotten und Kaffern in den Jahren 1772 bis 1776 die von Christian Heinrich Groskurd vorgenommene deutsche Übersetzung. 1785 folgte eine englische und 1787 eine französische sowie eine niederländische Übersetzung des Buches.
1787 brach Sparrman von Paris aus auf und bereiste im Auftrag des schwedischen Königs Gustav III. ein Jahr lang zusammen mit Carl Axel Arrhenius und Carl Bernhard Wadström (1746–1799) Westafrika, u. a. die Gebiete der heutigen Staaten Guinea, Kap Verde, Senegal sowie die Insel Gorée. 1790 wurde er Assessor des Collegium medicum.
Im 1786 veröffentlichten Museum Carlsonianum beschreibt und illustriert Anders Sparrman 100 Arten aus der privaten Sammlung von Johan Gustaf von Carlson (1743–1801) aus Mälby (Södermanland). Darunter sind 12 Vogelarten aus Neuseeland, die er von seiner Reise mit James Cook mitgebracht hatte. Die 1805 begonnene Svensk Ornithologie widmet sich ausschließlich den schwedischen Vogelarten.

## Ehrungen
- Nach ihm ist die Pflanzengattung der Zimmerlinden (Sparrmannia) benannt.
- Der Asteroid (16646) Sparrman trägt den Namen Sparrman.
- Eine am 28. August 1986 von Französisch-Polynesien herausgegebene Briefmarkenausgabe zeigt Anders	Sparrman gemeinsam mit Daniel Solander und einer Karte von Tahiti.

## Schriften (Auswahl)
- The Diseases of Children, and their Remedies. London 1776 (Digitalisat) – Übersetzung von Nils Rosén von Rosensteins Underrättelser om barns-sjukdomar och deras bote-medel
- Resa till Goda Hopps-Udden, södra Polkretsen och omkring Jordklotet, samt till Hottentott- och Caffer-Landen Åren 1772–1776. Stockholm, Band 1: 1783; Band 2 Teil 1: 1802; Band 2 Teil 2: 1818
  - Übers. Christian Heinrich Groskurd, Band 1: Andreas Sparrmanns [...] Reise nach dem Vorgebirge der guten Hoffnung, den südlichen Polarländern und um die Welt [...]. Aus dem Schwedischen frey übersetzt. Hg., Vorrede Georg Forster. Haude und Spener, Berlin 1784
- Museum Carlsonianum, in quo novas et selectas aves, coloribus ad vivum brevique descriptione illustratas, suasu et sumtibus generosissimi possessoris (1786–89, in 4 Teilen veröffentlicht)
- Svensk Ornithologie Med efter naturen colorerade tekningar (1805–1816, in 11 Teilen veröffentlicht)

## Nachweise
- Biographiskt lexikon öfver namnkunnige svenske män. Stockholm, 1835–1875
- David G. Medway: The extant type specimens of birds from New Zealand and the Society Islands collected on Cook’s second voyage and described by Anders Sparrman in Museum Carlsonianum (1786–1789). In: Notornis 51(3), S. 131–135 (PDF) (Memento vom 18. Oktober 2008 im Internet Archive)
- Anders Sparrman joins the voyage

## Weiterführende Literatur
- Desislava Todorova Dimitrova: Der Reisebericht des Anders Sparrman. Eine wissenschafts- und ideenhistorische Untersuchung. utzverlag, München 2021, ISBN 978-3-8316-7522-7.